# Mike Shinoda
Michael Kenji Shinoda (Nhật: 篠田 賢治 (Tiểu Điền Hiền Trị) Hepburn: Shinoda Kenji, sinh ngày 11 tháng 2 năm 1977), thường được biết đến với nghệ danh Mike Shinoda, là một nhạc công, ca sĩ, nhà soạn nhạc, rapper, nhà sản xuất đĩa nhạc, và nhà thiết kế đồ họa người Mỹ gốc Nhật. Ông đã đồng sáng lập ban nhạc Linkin Park vào năm 1996 và là một trong những ca sĩ của ban nhạc, cũng như là tay guitar đệm, tay nhạc cụ phím, nhà soạn nhạc và nhà sản xuất chính của nhóm. Shinoda sau này đã tạo nên một dự án phụ thiên về hip hop, là Fort Minor, năm 2004. Ông cũng đóng vai trò nhà sản xuất cho các bài hát và album của Lupe Fiasco, Styles of Beyond và the X-Ecutioners.
Sinh ra ở thành phố Panorama, California và lớn lên ở Agoura Hills, Shinoda đã thành lập Xero, sau này trở thành Linkin Park, cùng với hai người bạn thời trung học của ông: Brad Delson và Rob Bourdon, vào năm 1996. Sau đó ban nhạc bổ sung Joe Hahn, Dave Farrell và Mark Wakefield. Chester Bennington thay thế Wakefield làm giọng ca chính vào năm 1999. Ban nhạc sau đó đã ký hợp đồng thu âm với Warner Bros Records.
Shinoda cũng là người đồng sáng lập Machine Shop Records, một hãng thu âm có trụ sở tại California. Ngoài âm nhạc, Shinoda còn là một họa sĩ và nhà thiết kế đồ họa. Ông đã vẽ một số tác phẩm nghệ thuật được trưng bày trong Bảo tàng Quốc gia Nhật Mỹ.
Vào ngày 25 tháng 1 năm 2018, Shinoda đã phát hành Post Traumaitc EP, trong đó có 3 bài hát nói về cảm xúc của chính ông sau cái chết của Chester Bennington vào ngày 20 tháng 7 năm 2017. Vào tháng 3 năm 2018, Shinoda thông báo trên mạng xã hội rằng ông đang thực hiện một album solo mới cùng tên; đĩa nhạc được phát hành vào ngày 15 tháng 6 năm 2018.

## Cuộc đời và sự nghiệp

### Thiếu thời
Shinoda sinh ngày 11 tháng 2 năm 1977, tại Thành phố Panorama, California và lớn lên ở Agoura Hills, California. Cha ông là người Mỹ gốc Nhật. Ông có một người em trai tên là Jason. Ông được nuôi dạy thành một người theo đạo Tin lành tự do. Mẹ của Shinoda khuyến khích ông học piano cổ điển khi ông lên 6 tuổi. Năm 13 tuổi, ông bày tỏ mong muốn chuyển sang chơi nhạc jazz, blues và hip hop. Sau đó, ông đã thêm guitar và phần hát phong cách rap vào các tiết mục của mình trong những năm học cấp 2 và cấp 3.
Shinoda học tại trường trung học Agoura với các đồng nghiệp cùng ban nhạc Linkin Park là Brad Delson và Rob Bourdon. Cả ba thành lập ban nhạc Xero, và bắt đầu nỗ lực nghiêm túc hơn để theo đuổi sự nghiệp âm nhạc. Sau khi tốt nghiệp trung học, Shinoda đăng ký vào Cao đẳng Thiết kế ArtCentre thuộc Pasadena để học ngành thiết kế đồ họa và minh họa. Ông đã nhập học cùng với DJ và tay đẩy đĩa Joseph Hahn. Khi đang theo học tại trường Cao đẳng Thiết kế ArtCentre, ông đã trải qua một khoảng thời gian khủng hoảng danh tính. Nhiều năm sau, ông kể với một người phỏng vấn:
Tôi nghĩ rằng có lẽ khi còn học đại học, tôi đã nhận ra rằng có sự khác biệt giữa người Nhật và người Mỹ gốc Nhật. Đó là điều quan trọng cần nhận ra. Hai kiểu người đó không giống nhau, và tôi đã quyết định đi lưu diễn ở Nhật Bản cùng Linkin Park. Tôi nghĩ là đã đến Nhật 4 lần rồi. Tôi nhớ lần đầu tiên mình đến Nhật, cảm giác thân quen làm sao, vừa xuống máy bay đã ngửi thấy mùi như ở nhà dì tôi, trong sân bay thì có mùi như Nhật Bản. Tôi không biết có ai nhận ra việc tôi bước ra khỏi máy bay và nghĩ rằng cảm giác này chắc chắn là quen thuộc với tôi, vẫn còn nhiều thứ dành cho tôi ở đây. Và sau đó khi đến Tokyo, Osaka, Kyoto, Nagoya, tôi nhận ra những điều nhỏ nhặt về cách mọi người cư xử, chẳng hạn như cách họ cầm lấy một mảnh giấy. Có những thứ rõ ràng hơn như cầm lấy danh thiếp của ai đó bằng hai tay. Bạn không làm điều đó ở Hoa Kỳ. Khi tôi thấy ai đó làm vậy, tôi đã nói: "Ồ đúng rồi, chú tôi luôn cư xử như vậy," bạn biết đấy. Có những thứ nhỏ nhặt về mặt văn hóa đến từ Nhật Bản nhưng chúng cũng tồn tại trong văn hóa Mỹ Nhật và điều đó khiến tôi cảm thấy có sự kết nối ở đó và tôi không nhận ra nó đã tồn tại ở đó từ rất lâu rồi.

Shinoda tốt nghiệp năm 1998 với bằng Cử nhân Nghệ thuật ngành Minh họa và có được công việc làm một nhà thiết kế đồ họa.

### Linkin Park
Shinoda thành lập Linkin Park cùng với Rob Bourdon và Brad Delson vào năm 1996. Sau đó, họ đã đón nhận Joe Hahn, tay bass Dave Farrell, và giọng ca Mark Wakefield. Danh tính đầu tiên của ban nhạc được gọi là Xero. Ban nhạc bị hạn chế về nguồn lực và ban đầu chỉ sản xuất cũng như thu âm nhạc trong phòng ngủ của Shinoda vào năm 1996, kết quả là một băng demo bốn ca khúc, mang tên Xero.  Khi ban nhạc không thể tìm được hợp đồng thu âm, Wakefield và Farrell rời ban nhạc để theo đuổi những sở thích âm nhạc khác, mặc dù sự ra đi của Farrell chỉ là tạm thời. Ban nhạc sau đó đã chiêu mộ Chester Bennington và ký được hợp đồng thu âm với Warner Bros Records. Album phòng thu đầu tiên của Linkin Park, Hybrid Theory đã trở thành một thành công đột phá và giúp ban nhạc đạt được thành công trên trường quốc tế.
Shinoda tham gia chặt chẽ trong các khía cạnh kỹ thuật của các bản thu âm của ban nhạc, và qua các bản phát hành tiếp theo, vai trò đó tiếp tục được mở rộng. Shinoda, cùng với tay guitar Brad Delson, đã thiết kế và sản xuất đĩa Hybrid Theory EP của ban nhạc, đồng thời thực hiện các vai trò tương tự trong việc thu âm Hybrid Theory. Ông đã đóng góp vào phần nhạc cụ và lời bái hát trong hầu hết các bài hát của Linkin Park. Mặc dù Bennington mới là đảm nhận vai trò giọng ca chính của Linkin Park, ông cũng thỉnh thoảng chia sẻ vai trò này với Shinoda. Bennington có phong cách hát tông cao và giàu cảm xúc, trong khi Shinoda có phong cách hip-hop tông trầm. Shinoda đã tổ chức và giám sát album remix đầu tiên của ban nhạc là Reanimation vào năm 2002, đóng góp các bản phối lại mà ông đã thực hiện tại phòng thu tại gia cho các bài "Crawling" và "Pushing Me Away". Shinoda đã cộng tác với họa sĩ graffiti DELTA, nhà thiết kế đồ họa Frank Maddocks, và đồng nghiệp ban nhạc Joe Hahn để chuẩn bị ảnh bìa cho Reanimation. Mike cũng đã hợp tác với Flem, Delta, James R. Minchin III, Nick Spanos và Joe Hahn cho ảnh bìa của album phòng thu thứ hai của ban nhạc là Meteora. Shinoda cũng sản xuất album cùng với các đồng nghiệp ban nhạc và Don Gilmore. Đây cũng là trải nghiệm sản xuất đầu tiên của ông. Khi phát hành EP hợp tác giữa Jay-Z và Linkin Park, mang tên Collision Course vào năm 2004, mức độ tham gia của Shinoda trong quá trình tạo ra album tiếp tục lớn dần. Ông đã sản xuất và phối âm cho album, nó đã giành được giải Grammy cho "hợp tác rap / bài hát hay nhất" vào năm 2006.

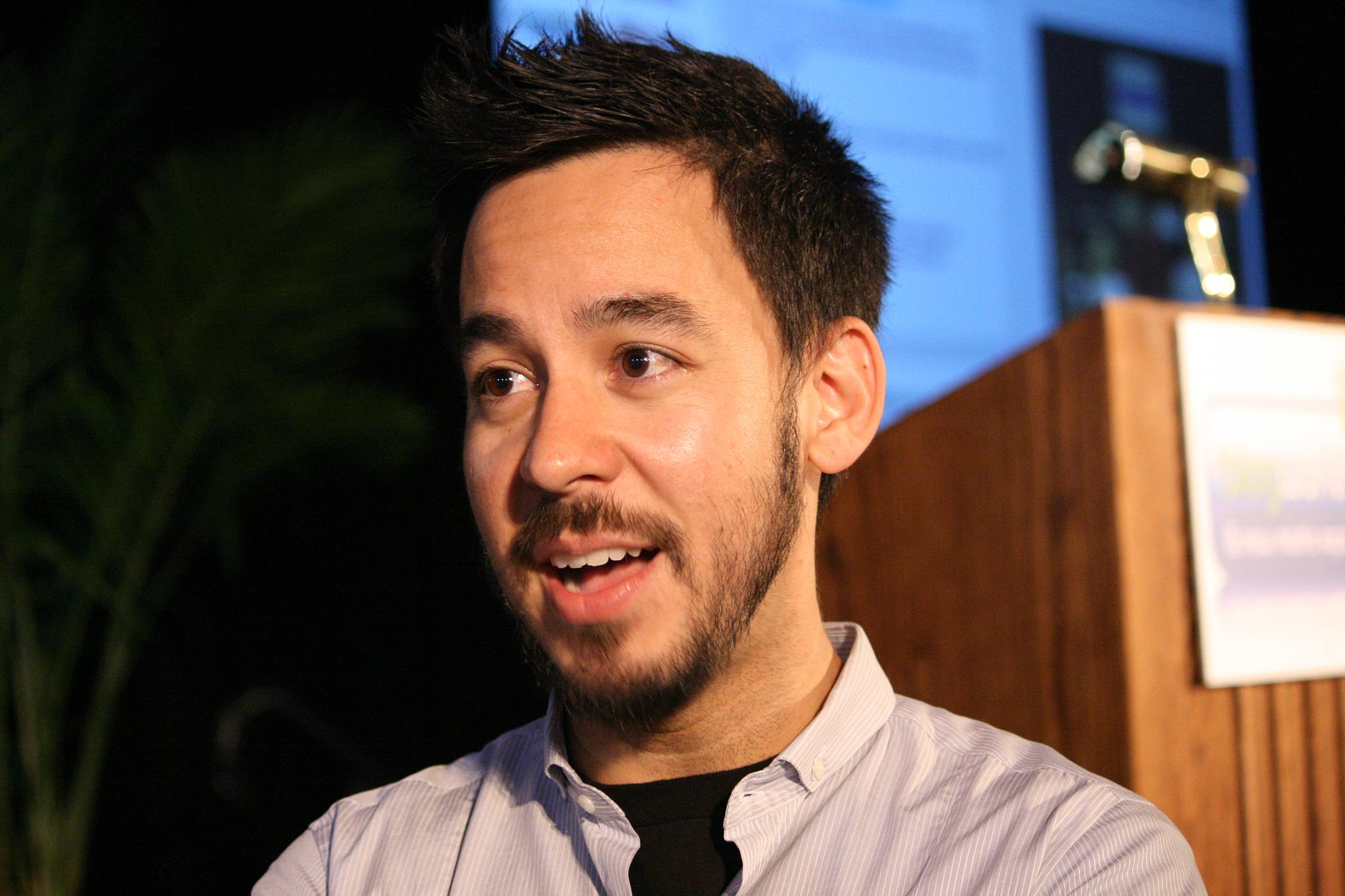
Shinoda tại World Expo 2008

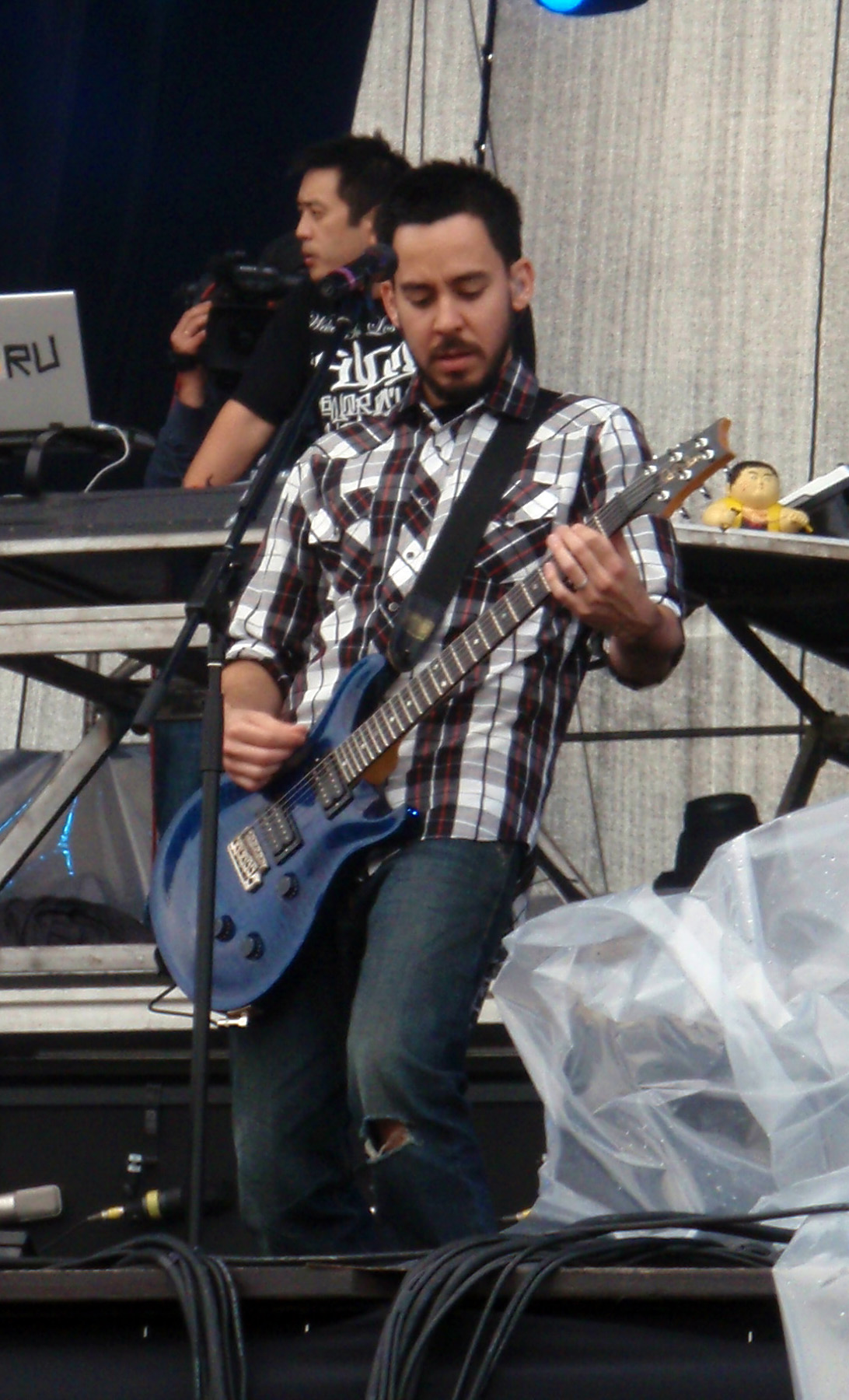
Shinoda biểu diễn tại Lễ hội Sonisphere ở Kirjurinluoto, Pori, Phần Lan, 2009

Ban nhạc đã phát hành album tiếp theo của họ, Minutes to Midnight, vào ngày 14 tháng 5 năm 2007.  Trong album này, Shinoda đã chia sẻ công tác sản xuất cho nhà sản xuất lâu năm Rick Rubin. Album này cũng là lần đầu tiên Shinoda, nổi tiếng với khả năng đọc rap, đã hát một bài hát hoàn chỉnh (mặc dù ông đã hát đệm cho hai album trước của họ). Shinoda đã hát trong ca khúc "In Between" và ca khúc B-side, "No Roads Left", cũng như đọc rap và hát trong hai ca khúc "Bleed It Out" và "Hands Held High".  Bất chấp sự hiếm hoi của các ca khúc do Shinoda thể hiện, tạp chí âm nhạc Hit Parader đã xếp ông ở vị trí thứ 72 trong Top 100 giọng ca metal hàng đầu mọi thời đại.
Shinoda và Rubin một lần nữa chia sẻ công tác sản xuất cho album thứ tư của Linkin Park, A Thousand Suns, được phát hành vào ngày 14 tháng 9 năm 2010. Album này có nhiều giọng hát của ông hơn là đọc rap. Shinoda đọc rap trong 3 bài hát, cụ thể là "When They Come for Me", "Wretches and Kings" và đĩa đơn thứ hai "Waiting for the End", trong khi ông hát trong nhiều bài hát (cụ thể là những khổ hát), chẳng hạn như đĩa đơn thứ ba "Burning in the Skies" ", "Robot Boy", "Blackout", đĩa đơn thứ tư "Iridescent" và đĩa đơn chính "The Catalyst". Bennington và Shinoda đã hát cùng nhau trong "The Catalyst", "Jornada del Muerto" và "Robot Boy", trong khi "Iridescent" có sự góp mặt của tất cả các thành viên trong ban nhạc.
Linkin Park phát hành album thứ năm Living Things vào ngày 26 tháng 6 năm 2012. Album này được Shinoda mô tả là "tập trung vào rap" hơn so với hai album trước.  Trong khi đó những ca khúc như "Skin to Bone", "Roads Untraveled" và "Castle of Glass" có giọng hát của Shinoda và âm nhạc dân gian, chịu ảnh hưởng từ các tác phẩm của Bob Dylan. Allmusic mô tả tác phẩm của Shinoda cho album là "một bản nhạc phim phù hợp dành cho các rap-rocker lớn tuổi, những người bề ngoài cảm thấy thoải mái nhưng trong lòng lại bồn chồn". Recharged, là một album remix bao gồm các bản phối lại của các bài hát gốc từ Living Things, được phát hành vào ngày 29 tháng 10 năm 2013. Shinoda đã sử dụng kinh nghiệm EDM của mình từ Avicii khi thực hiện ca khúc "Wake Me Up", và cả từ Steve Aoki khi làm "A Light That Never Comes", để phối lại một số bài hát cho album. Shinoda đã thể hiện lại các ca khúc như "Castle of Glass" và "Victimized". Ông cũng đã làm việc với những người bạn cũ của mình như DJ Vice và Ryu cho album.
Năm 2014, Shinoda làm việc với Delson để sản xuất album phòng thu thứ sáu của ban nhạc, The Hunting Party, được phát hành vào ngày 17 tháng 6 năm 2014. Đây là album đầu tiên có sự tham gia của các nghệ sĩ khác như Page Hamilton của Helmet, Rakim, Daron Malakian của System of a Down và Tom Morello của Rage Against the Machine. Đĩa đơn đầu tiên của album, "Guilty All the Same", là bài hát không phải bản phối lại đầu tiên của ban nhạc có phần rap của một nghệ sĩ khách mời thay vì Shinoda.
Quá trình tiền sản xuất album phòng thu thứ bảy của họ đã bắt đầu vào giữa năm 2015 trong chuyến lưu diễn The Hunting Party Tour nhờ Shinoda trên điện thoại của ông. Năm 2017, Shinoda một lần nữa hợp tác với Delson trong việc sản xuất One More Light. Đây là album đầu tiên có sự góp mặt của các nhạc sĩ khác chứ không phải chính ban nhạc. Tổng thể album bao gồm phần hát của Shinoda, nhưng một số bài hát có phần rap trong đó. "Good Goodbye" là một bài hát có phần rap của Shinoda, Stormzy và Pusha T.

### Fort Minor
Năm 2004, Shinoda thành lập một dự án phụ mang tên Fort Minor, được ông sử dụng để giới thiệu thêm về nền tảng hip-hop của mình. Ông giải thích nguồn gốc của tên dự án trong một cuộc phỏng vấn nói rằng,
'Fort' đại diện cho khía cạnh công kích của âm nhạc. 'Minor' có thể mang nhiều nghĩa: nếu bạn nói về lý thuyết âm nhạc, nốt thứ thì tối tăm hơn. Tôi muốn đặt tên cho album hơn là đặt tên của tôi lên bìa, bởi vì tôi muốn mọi người tập trung vào âm nhạc, không phải tôi.

Shinoda bắt đầu thu âm các bài hát cho dự án phụ này sau khi phát hành Collision Course vào tháng 11 năm 2004. Fort Minor: We Major là một mixtape của Shinoda và DJ Green Lantern để quảng bá cho album phòng thu sắp tới của ông. The Rising Tied, album đầu tay của Fort Minor, được phát hành vào tháng 11 năm 2005. Robert Hales đã đạo diễn video đầu tiên của họ "Petrified", được phát hành vào tháng trước đó.

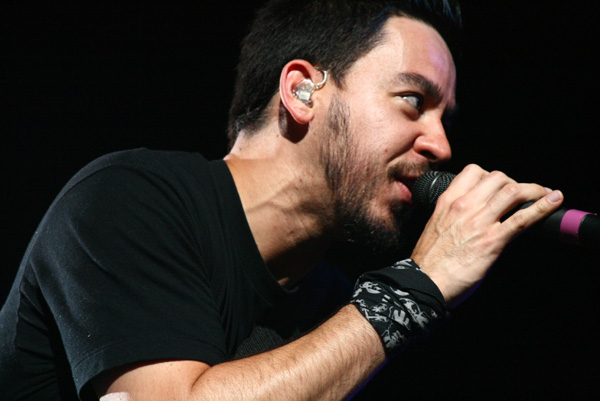
Shinoda biểu diễn trực tiếp năm 2008

Album đầu tay của Fort Minor, mang tên The Rising Tied, được phát hành vào ngày 22 tháng 11 năm 2005.  Album có sự hợp tác âm nhạc từ Styles of Beyond, Lupe Fiasco, Common, Black Thought of the Roots, John Legend, Holly Brook, Jonah Matranga và Celph Titled. Jay-Z, người trước đây đã hợp tác với Linkin Park trong album Collision Course năm 2004, cũng là giám đốc sản xuất của album.   Shinoda nói với Corey Moss của MTV News rằng ông tự đặt ra yêu cầu cho bản thân phải chơi tất cả các nhạc cụ và viết tất cả lời bài hát cho album, ngoại trừ phần nhạc cụ dây, bộ gõ và hợp xướng. The Rising Tied được giới phê bình đón nhận tích cực. Đĩa đơn thành công nhất của album, "Where'd You Go", đạt vị trí thứ 4 trên Billboard Hot 100. Các bài hát khác như "Petrified" và "Remember the Name" đã trở nên phổ biến khi chúng được sử dụng làm nhạc nền cho NBA Overtime trên TNT. Một ca khúc khác, "Kenji", mô tả trải nghiệm của một gia đình người Mỹ gốc Nhật tại Trại giam người Mỹ gốc Nhật trong giai đoạn Thế chiến thứ hai.
Do thành công của "Where'd You Go" trong tuần lễ ngày 26 tháng 4 năm 2006, doanh thu của The Rising Tied đã tăng 45% và vị trí bảng xếp hạng album tăng 89 vị trí lên hạng thứ 104 trên Billboard 200. "Where'd You Go" đã được trao giải Nhạc chuông của Năm tại Lễ trao giải MTV Video Music năm 2006. Vào giữa tháng 8 năm 2006, Fort Minor biểu diễn tại Summer Sonic 2006 cùng với Linkin Park.
Vào tháng 11 năm 2006, Fort Minor đã phát hành một video cho "Where'd You Go." Shinoda đã nói rằng ông cảm thấy video là một kết thúc tốt đẹp cho Fort Minor. Cũng trong tháng 11, Shinoda tuyên bố rằng Fort Minor sẽ gián đoạn vô thời hạn vì ông cần cống hiến cho Linkin Park. Trong danh sách Billboard One-hit Wonders of the 2000s (Danh sách những nghệ sĩ chỉ thành công với 1 sản phẩm của thập niên 2000 do Billboard công bố), Fort Minor (cùng với Holly Brook và Jonah Matranga) được liệt kê ở vị trí 19, nhờ thành công của "Where'd You Go" (vì đây là đĩa đơn duy nhất của Fort Minor lọt vào top 25).  Trong một cuộc phỏng vấn vào năm 2014, Shinoda nói rằng có thể có một album Fort Minor vào năm 2015.
Vào ngày 21 tháng 6 năm 2015, Shinoda chính thức xác nhận sự trở lại của Fort Minor với một cập nhật trạng thái và đĩa đơn mới, "Welcome". Fort Minor cũng xuất hiện với tư cách khách mời âm nhạc trong chương trình trò chuyện đêm khuya Conan của đài TBS vào thứ Hai, ngày 22 tháng 6. Fort Minor cũng xuất hiện trên một vài chương trình trong lịch trình lưu diễn của Linkin Park.

### Sản phẩm độc diễn
Vào ngày 25 tháng 1 năm 2018, Shinoda đã phát hành đĩa Post Traumatic EP, gồm 3 bài hát về cảm xúc của chính ông sau cái chết của Chester Bennington vào ngày 20 tháng 7 năm 2017. Shinoda đã phát hành EP dưới chính tên mình thay vì dự án phụ của ông, Fort Minor.
Vào ngày 8 tháng 3 năm 2018, Shinoda thông báo trên mạng xã hội rằng ông đang thực hiện một album solo mới. Ông cũng nói thêm rằng ông đang ở Los Angeles quay một video ca nhạc và cũng mời người hâm mộ xuất hiện trong video. Shinoda đã biểu diễn tại Los Angeles vào ngày 12 tháng 5 trong khuôn khổ chương trình Identity LA, đánh dấu một trong những buổi biểu diễn đầu tiên của ông kể từ khi Bennington qua đời.  Ông đã biểu diễn vào ngày 25 và 26 tháng 8 trong khuôn khổ Lễ hội Reading & Leeds, tham gia cùng các nghệ sĩ và ban nhạc như Post Malone, Panic! tại Disco, Dua Lipa, Brockhampton, và Travis Scott. Fall Out Boy, Kendrick Lamar và Kings of Leon là nhân vật chính của sự kiện. Ngày hôm sau, Shinoda phát hành hai bài hát mới, "Crossing a Line" và "Nothing Makes Sense Anymore," từ album phòng thu sắp tới của ông, Post Traumatic, được phát hành vào ngày 15 tháng 6.    Vào ngày 29 tháng 3 năm 2018, Shinoda đã thực hiện một cuộc phỏng vấn với KROQ, nơi đĩa đơn “Crossing a Line” của ông đã được ra mắt trên đài phát thanh. Vào ngày 26 tháng 4 năm 2018, Shinoda đã phát hành ca khúc "About You", với sự góp mặt của nghệ sĩ hip hop, Blackbear.   Khoảng một tháng sau, ông tiết lộ rằng ông sẽ phát hành một bài hát mới có tên "Running From My Shadow" có sự góp mặt của Grandson. Một đĩa đơn khác được phát hành chỉ vài tuần sau khi "Running From My Shadow" được phát hành. Đĩa đơn mới, "Ghosts", được phát hành vào ngày 7 tháng 6 năm 2018, 6 ngày trước khi phát hành Post Traumatic .
Vào ngày 30 tháng 10 năm 2019, Shinoda thông báo rằng ông sẽ phát hành một đĩa đơn mới, "Fine", hai ngày sau đó, vào ngày 1 tháng 11.
Vào tháng 3 năm 2020, Shinoda bắt đầu chia sẻ nội dung âm nhạc mới bằng cách phát trực tiếp từ phòng thu tại gia của mình. Ông gọi những bản nhạc này là CoronaJams theo tên đại dịch COVID-19. Sau đó, Shinoda đã phát hành những ca khúc này trong ba album riêng biệt vào đầu tháng 7: Dropped Frames, Vol. 1, Dropped Frames, Vol. 2, và Dropped Frames, Vol. 3.

### Nghệ thuật và hội họa
Shinoda đã tham gia vào hầu hết các khía cạnh nghệ thuật trong hình ảnh của Linkin Park, bao gồm ảnh bìa album, hàng hóa ban nhạc, thiết kế web và nghệ thuật sản xuất trên sân khấu. Ông đã thiết kế ảnh bìa cho album đầu tay của Styles of Beyond, 2000 Fold, album đầu tay của Saukrates, The Underground Tapes, và album đầu tay của DJ Frane, Frane's Fantastic Boatride, đều được phát hành vào năm 1999. Ông cũng đã thực hiện một số dự án nghệ thuật trong suốt sự nghiệp của mình.
Năm 2003, ông đã hợp tác "phối lại" giày cho DC Shoes, phối lại đôi "Clientele". Ông đã làm lại màu sắc và chất liệu cho giày, đồng thời thiết kế thêm tất cả các bao bì và quảng cáo in ấn. Năm sau, ông cũng thiết kế một búp bê Kid Robot "Munny" để đấu giá từ thiện. Sau đó vào năm 2008, Shinoda lại hợp tác với DC Shoes trong dự án DC Remix Series thứ hai. Sự hợp tác mới có "sự kết hợp tuyệt vời giữa những ảnh hưởng độc đáo của Shinoda: đó là giữa một họa sĩ thành công với một nhạc sĩ đột phá trong lĩnh vực thu âm, giữa sự giáo dục của người Mỹ với di sản Nhật Bản." Bản phối phiên bản giới hạn MS / DC có hai phiên bản khác nhau - Xander và Pride. Khoảng 2000 đôi giày phiên bản giới hạn có sẵn để mua khi giày sneaker này được phát hành vào ngày 1 tháng 8 năm 2008.
Năm 2004, Shinoda đã tạo ra một loạt mười bức tranh trở thành nền tảng cho album đầu tay của Fort Minor, The Rising Tied. Nó đã trở thành xương sống cho bao bì của album và được giới thiệu trong chương trình triển lãm nghệ thuật công cộng đầu tiên của Shinoda "Diamonds Spades Hearts & Clubs".  Ngoài mười tác phẩm Fort Minor, chương trình còn giới thiệu thêm 13 tác phẩm gốc và 5 tác phẩm hợp tác. "Diamonds Spades Hearts & Clubs" mở cửa tại Gallery 1988 vào Chủ nhật, ngày 19 tháng 11 năm 2006. Cuối năm đó, Shinoda thành lập một học bổng đại học tại Art Center College of Design để mang lại lợi ích cho các sinh viên ngành minh họa và thiết kế đồ họa trong tương lai. Được đặt tên là Học bổng được cấp bởi Michael K. Shinoda, nó được trao dựa trên nhu cầu tài chính và thành tích. Học bổng được trao lần đầu tiên vào năm 2006. Quỹ học bổng được thực hiện thông qua việc bán tác phẩm nghệ thuật của ông trên trang web, các chương trình nghệ thuật và các dự án DC Shoes của ông.
Vào ngày 11 tháng 7 năm 2008, buổi triển lãm nghệ thuật công cộng thứ hai của Shinoda "Glorious Excess (BORN)" đã được công chiếu tại Bảo tàng Quốc gia Mỹ Nhật ở Los Angeles. Chương trình bao gồm 9 tác phẩm mới, với 1 bản hợp đồng độc quyền vào đêm khai mạc.  Chương trình là phần 1 của loạt triển lãm "Glorious Excess" gồm 2 phần, với phần thứ 2 "Glorious Excess (DIES)" ra mắt tại JANM vào ngày 22 tháng 8 năm 2009. Shinoda bình luận về nguồn cảm hứng đằng sau loạt triển lãm Glorious Excess, nói rằng, "Đã đến lúc tôi cảm thấy sức lan tỏa của 'tin tức về người nổi tiếng' khiến tôi cảm thấy khó chịu. Có vẻ như nó đã nhảy ra từ ngóc ngách của nó để đến những nơi mà nó không thuộc về. Tôi sẽ xem tin tức và nghĩ rằng, 'trong số tất cả những chuyện đang diễn ra trên thế giới hiện tại, tại sao họ lại che đậy sự chia tay của ai đó và ai đó?' Tôi không hiểu chuyện ấy. Ngoài ra tôi thực ra bằng cách nào đó còn 'thuộc về' nhóm người nổi tiếng đó - và tôi thực sự không cảm thấy mình như vậy theo nhiều cách - và bạn có thể hiểu chủ đề đó bắt đầu trở nên thực sự thú vị với tôi như thế nào. Chương trình Glorious Excess (BORN) là cách tôi đi sâu vào các chủ đề đó, cố gắng tìm câu trả lời. Nó theo chân một nhân vật 'người nổi tiếng' trung tâm, người giàu có bẩn thỉu, hơi bạo lực và nổi tiếng mà không có bất kỳ kỹ năng hay tài năng cụ thể nào." 
Vào ngày 6 tháng 11 năm 2014, Shinoda và Hahn đã vẽ một tác phẩm nghệ thuật trên Bức tường Berlin.

### Các hoạt động âm nhạc khác
Shinoda cũng từng là nhà sản xuất âm nhạc cho một số nghệ sĩ và nhóm nhạc khác. Năm 2002, Shinoda và Joe Hahn hợp tác với X-Ecutioners để sản xuất và biểu diễn trong đĩa đơn "It's Goin 'Down" của họ. Sau đó vào năm 2002, Shinoda và Brad Delson thành lập hãng thu âm riêng của họ, Machine Shop Recordings. Ông đã giúp sản xuất đĩa nhạc phát hành năm 2006 của Lupe Fiasco, Food & Liquor. Ông đã làm việc lâu dài với Styles of Beyond từ năm 2009 đến năm 2012 để giúp sản xuất Reseda Beach, nó cũng có sự đóng góp của ông về nhạc cụ và giọng hát. Ngoài các album, Shinoda đã soạn nhạc cho MTV VMA vào năm 2005, và cũng đã làm việc với Ramin Djawadi để soạn nhạc cho trò chơi điện tử, Medal of Honor: Warfighter. Năm 2011, ông hợp tác với Joseph Trapanese để soạn nhạc cho bản phát hành của The Raid: Redemption tại Mỹ.
Năm 2004, ông phát hành một đĩa đơn và video ca nhạc hoạt hình được phối lại cho đĩa đơn của Depeche Mode năm 1990, "Enjoy the Silence". Năm 2005, Shinoda tổ chức đĩa CD phối lại / mixtape Rock Phenomenon với DJ Vlad và Roc Raida. Đĩa CD này là đĩa đầu tiên (và duy nhất cho đến nay) trong sê-ri Rock Phenomenon của DJ Vlad (bản thân nó là phần phụ của sê-ri mixtape Rap Phenomenon của Vlad), nó có bản kết hợp giữa "Papercut" của Linkin Park và "Like a Pimp (Remix)" của David Banner. Trong lễ trao giải Grammy năm 2006, Shinoda và Brad Delson đã phối hợp bản mashup của "Numb / Encore" và "Yesterday" của The Beatles để được trình diễn trực tiếp bởi rapper Jay-Z, Linkin Park và cựu ca sĩ của Beatles là Paul McCartney. Shinoda hợp tác với cựu đồng nghiệp ban nhạc Mark Wakefield để thu âm và phát hành một đĩa đơn, "Barack Your World", vào tháng 10 năm 2008.
Shinoda đã đóng góp phần âm nhạc cho loạt phim truyền hình tài liệu gốc của CNN, This Is Life with Lisa Ling. Shinoda đóng góp nhạc chủ đề cho bộ phim truyền hình Mỹ Into the Badlands. Shinoda cũng sáng tác bài hát chủ đề cho A Woman's Job của Noor Tagouri. 

## Các công việc khác

### Machine Shop Records
Khi Linkin Park thành công trong việc bán nhiều đĩa bạch kim, Warner Music Group đã cấp cho Shinoda hãng thu âm của riêng mình vào năm 1999. Lần đầu tiên nó được biết đến với cái tên The Shinoda Imprint. Ông và đồng nghiệp ban nhạc Brad Delson đã cùng nhau làm việc cho hãng đĩa vào năm 2004 và đổi tên nó thành Machine Shop Records. Hãng đã ký hợp đồng với một số nghệ sĩ đến cuối năm 2007.

### Từ thiện
Music for Relief là một tổ chức từ thiện 501(c)(3) chuyên cung cấp viện trợ cho những người sống sót sau thảm họa thiên nhiên và phòng chống những thảm họa đó thông qua các chương trình môi trường. Music for Relief do Linkin Park sáng lập để ứng phó với trận sóng thần năm 2004 ở Ấn Độ Dương. Kể từ khi thành lập vào năm 2005, Music for Relief đã quyên góp được hơn 8 triệu đô la cho các nạn nhân của:
- Trận động đất Ấn Độ Dương năm 2004
- Bão Katrina và Rita, và hợp tác với Hollywood for Habitat for Humanity để cung cấp nhà cho những người bị ảnh hưởng bởi cơn bão.
- Cháy rừng ở California tháng 10 năm 2007
- Lốc xoáy Sidr ở Bangladesh
- Trận động đất ở Haiti 2010
- Trận động đất và sóng thần ở Tōhoku năm 2011
- Bão Sandy
- Cơn bão Haiyan

## Ảnh hưởng
Shinoda đã được truyền cảm hứng rất nhiều từ các nhóm nhạc rock và hip-hop khi ông còn nhỏ. Trong lúc lớn lên ông đã nghe Boogie Down Productions, Public Enemy, NWA, và Juice Crew, và sau đó là Nine Inch Nails, Deftones, the Roots và Aphex Twin. Những nhân vật có ảnh hưởng và yêu thích khác của Shinoda bao gồm Led Zeppelin, Run – DMC, The Beatles, Rage Against the Machine, Purity Ring, Arctic Monkeys và Santigold. Trong một cuộc phỏng vấn với Rolling Stone, Shinoda giải thích: “Mọi người chỉ muốn đồ ăn nhanh. Họ muốn những thứ âm nhạc giống đồ ăn nhanh bỏ đi để khiến họ trở nên lờ đờ và béo phì. Chúng tôi cảm thấy như vậy về âm nhạc hiện tại. Chúng tôi hy vọng sẽ tiến xa hơn nữa để có thể tạo ra nhiều âm nhạc hay hơn. Chúng tôi chắc chắn đang chú ý đến nội dung và sắc thái, và chúng tôi hy vọng sẽ tạo ra thứ gì đó thực sự vượt trội và thực sự khác biệt." 
Trong một cuộc phỏng vấn với Impericon, Shinoda cho biết 3 ban nhạc hàng đầu mọi thời đại 'không chắc chắn' của ông là Nine Inch Nails, Led Zeppelin và Creedence Clearwater Revival.
Nhiều nhà phê bình đã so sánh phong cách rap của Shinoda với phong cách rap của đồng nghiệp Eminem. Một nhà phê bình của Entertainment Weekly cho rằng giọng hát của Shinoda "mượt như Eminem đang phê Ambien"  Một biên tập viên của Uncut đã nói rằng The Rising Tied "nhất định phải làm hài lòng người hâm mộ của Linkin Park và Eminem."  Jo Timbuong của The Star cho rằng "Where'd You Go" giống với bài hát "When I'm Gone" của Eminem, cho rằng bài hát trước thì "u sầu hơn".  Một nhà phê bình của Scripps Howard News Service nói rằng phần đọc rap của Shinoda có "một nét gì đó gần gũi với Eminem hơn là với Vanilla Ice."

## Đời tư

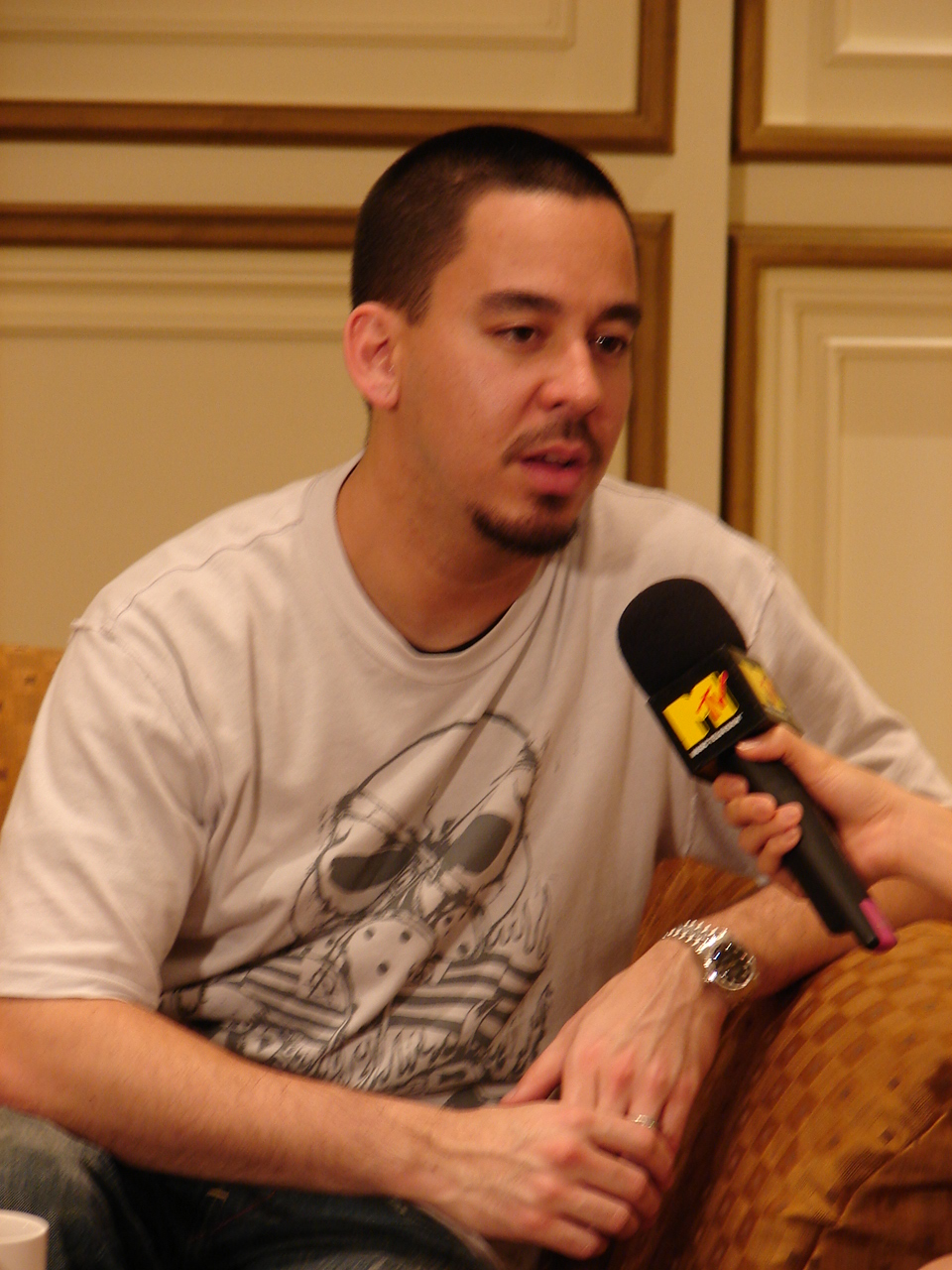
Mike Shinoda phỏng vấn với MTV Thái Lan ở Bangkok.

Shinoda là người Mỹ gốc Nhật thế hệ thứ ba (sansei ). Ông nội và dì của ông đều bị giam trong trại giam người Mỹ gốc Nhật trong Thế chiến thứ hai.
Shinoda kết hôn với nhà văn Anna Hillinger vào năm 2003 và họ có hai con.
Shinoda đã được trao Giải thưởng Xuất sắc của Bảo tàng Quốc gia Mỹ Nhật vào năm 2006. Năm 2009, Shinoda nhận bằng Tiến sĩ danh dự về con người và nhân đạo (Doctor of Humane Letters - L.H.D.) từ trường Cao đẳng Thiết kế ArtCenter.  East West Players đã vinh danh Shinoda với Giải thưởng Tầm nhìn và một bữa tối vào năm 2010.  Ông cũng bày tỏ sự quan tâm đến chính trị. Vào tháng 9 năm 2012, Shinoda bắt đầu viết bài cho The Big Issue ở Anh và là phóng viên bầu cử của ấn phẩm này.

## Danh sách đĩa nhạc

### Nghệ sĩ độc diễn
- Post Traumatic (2018)
- Dropped Frames, Vol. 1 (2020)
- Dropped Frames, Vol. 2 (2020)[123][124][125][126]
- Dropped Frames, Vol. 3 (2020)

### Fort Minor
- The Rising Tied (2005)

### Với Linkin Park
- Hybrid Theory (2000)
- Meteora (2003)
- Minutes to Midnight (2007)
- A Thousand Suns (2010)
- Living Things (2012)
- The Hunting Party (2014)
- One More Light (2017)